# 동안거사집
《동안거사집》(動安居士集)은 동안거사 이승휴(李承休)의 문집(文集)이다. 오늘날 수천 종의 문집이 있지만 대부분 조선 시대 것이고, 고려 시대 문집은 30여 종이 채 안 된다. 문집이란 개인의 저작물을 수집해 문체별로 정리한 것이기에 그 저자의 일생이 오롯이 담겨져 있을 뿐만 아니라, 그 시대 상황을 파악할 수 있는 기본 자료가 된다. 따라서 고려 시대의 사회와 문화를 살필 수 있는 이승휴의 문집은 그만큼 귀할 수밖에 없다.

## 배경
이승휴가 살아간 시대는 국난의 시대였다. 거듭된 몽고의 침입으로 민중의 삶은 피폐했으며, 고려 왕실은 원나라의 내정 간섭으로 크게 흔들리고 있었다. 이승휴는 과거 급제 후 홀어머니를 뵈러 갔다가 몽고의 5차 침입을 만나 삼척에서 항전했으며, 이때 전쟁의 참상을 목도한다. 전쟁으로 인해 40세가 넘어서야 관직에 들어섰지만 원나라의 간섭과 부원 세력의 발호로 어지러운 정세에서 꾸준히 시정의 폐단을 지적하고 탐관오리를 탄핵하다 1280년 충렬왕의 실정을 간언해 마침내 파직되었다. 그의 글에는 이러한 고려 후기의 시대적 고통과 혼란, 이에 대한 분노와 안타까움이 그대로 드러나 있으며, 이를 통해 고려 고종에서 충렬왕에 이르는 시기의 정치적, 사회적 상황을 파악할 수 있다. 특히 사행 기록인 <빈왕록>은 원나라 수도인 대도의 풍물과 황실의 연회, 사절 접견 의례 등을 알 수 있어 더욱 귀한 자료가 된다.
이승휴는 강화도 낙성재에서 당대에 문명을 떨치던 최자(崔滋)와 알게 되었으며 이후 최자가 지공거로 주관한 과거에서 급제하면서 그의 문생이 되었다. 1273년 원나라에서 황후와 황태자를 책봉하자 이승휴는 서장관으로 발탁되어 원나라에 가 책봉을 하례하게 되는데, 이때 그가 올린 표문(表文)은 원 세조(世祖)와 문신들의 탄복을 받았으며, 동행했던 송송례도 “문장이 중국을 감동시킨다는 말은 임자를 두고 하는 말이오”라고 탄복했다.

## 구성과 내용
≪동안거사집≫은 <잡저(雜著)>와 <행록(行錄)> 4권으로 구성되었다.
<잡저>의 첫머리는 1359년에 목은(牧隱) 이색(李穡)이 쓴 서문이 붙어 있다. <잡저>는 한문 문체의 하나로 일정한 체제가 없는 것이 특색이지만, 그렇다고 잡동사니 글이라는 뜻은 아니다. 문체는 다르지만 논리가 타당하고 정연하며 저자의 성정(性情)이 잘 나타나 있다. 문집에서 잡저는 저자를 평가하는 가름대라고 할 수 있다. <잡저>에는 기(記)·계(啓)·서(書)·법어(法語) 등 10편의 산문이 실려 있다. 특히 그중 사륙문은 이승휴 만년의 글들로, 그의 뛰어난 문장과 고전에 대한 해박한 지식이 잘 드러난다.
<행록> 1, 2, 3권은 모두 시집으로, 권1에는 19수, 권2에는 23수, 권3에는 16수의 시가 수록되어 있다. 시 가운데는 문인들과의 교유시도 있고 기행시도 있고 감흥을 읊은 시도 있지만, 특징적인 것은 관로(官路)에 있는 사람들에게 준 시다. 당시 과거에 합격해도 권력가의 추천 없이는 임용되기 어려운 관로의 모습과 먹고사는 문제 앞에서는 나약해질 수밖에 없는 인간의 단면을 여실히 보여 준다.
권4는 <빈왕록(賓王錄)>이다. 내용은 이승휴가 서장관(書狀官)으로 원나라 수도 대도(大都, 지금의 베이징)에 다녀온 후 남긴 사신록(使臣錄)이라 할 수 있다. 1273년 원(元)이 황후·황태자를 책봉하면서 그 사실을 고려에 알려오자, 원종(元宗)은 아들 순안공 왕종(順安公王悰)을 하진사(賀進使)로 삼고 송송례(宋松禮)·이분성(李汾成)·정인경(鄭仁卿) 등을 수행 관원으로 삼아 원나라에 파견했다. 서장관인 이승휴는 1273년 윤 6월 9일 고려를 출발해 7월 29일 원도(元都)에 도착했다. <빈왕록>은 바로 이 사행(使行) 길 연도(沿道)의 풍물을 시로 읊으면서 자세한 서문을 붙였고, 대도(大都)에 도착해서는 원 황제와 황후를 만나는 사절의 행차를 기록했기 때문에 보기 드문 사료(史料)적 가치를 지닌다.